# 聖馬丁與乞丐
《聖馬丁與乞丐》（西班牙語：San Martín y el mendigo）是一幅西班牙矯飾主義畫家艾爾·葛雷柯的繪畫作品，約完成於1597至1599年間，現由美國華盛頓哥倫比亞特區國家藝廊。臺灣的奇美博物館收藏的另一幅，亦為艾爾·葛雷柯真跡。內容描繪聖馬丁割袍贈乞的傳奇故事。

## 版本
艾爾·葛雷柯也畫製了若干小版本，其中有現藏於美國芝加哥藝術博物館及台灣台南奇美博物館。

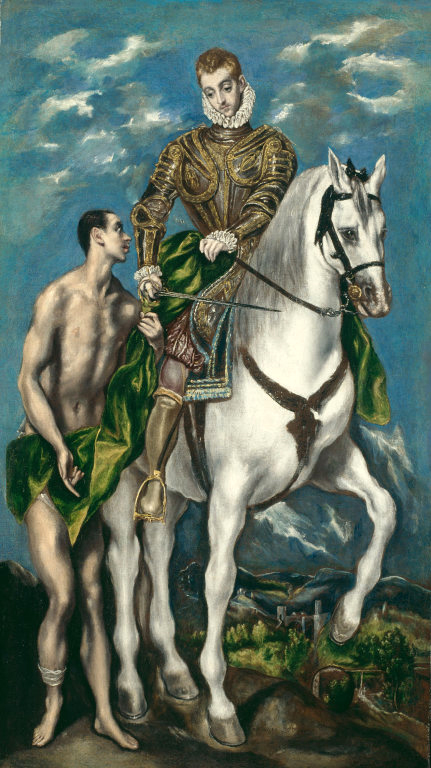
艾爾·葛雷柯，（小）《聖馬丁與乞丐》，約 1597 至 1600 年間，110 × 63 公分 （43.3 × 24.8 英寸），芝加哥藝術博物館。106 × 58 公分，奇美博物館。